# موی وو
موی وو (به لاتین: Mui Wo) یک منطقهٔ مسکونی در جمهوری خلق چین است. موی وو ۵٬۴۸۵ نفر جمعیت دارد.